# 불교

불교 만자. 한반도에서 주로 사용된다.

불교(佛敎, 영어: Buddhism, 산스크리트어: बौद्ध धर्म)는 기원전 6세기경 인도의 고타마 싯다르타에 의해 창시된 인도 계통의 종교이다. 불교는 그가 펼친 가르침이자 또한 진리를 깨달아 부처(붓다 · 깨우친 사람)가 될 것을 가르치는 종교이다. 구체적으로는 고통에서 벗어나는 것 또는 고통이 없는 상태에 이르는 것이 가르침의 목적인데 이는 노자가 구체적으로 표현될 수 있는 건 도가 아니라고 한 가르침과 다르다. 상좌부 불교와 대승불교로 나눌 수 있다.
오늘날까지 2,500년의 세월이 흐르는 동안 불교는 다양하고 복잡한 종교적 전통을 지니게 되었다. 그러나, 불교는 일반적으로 개조(開祖)로서의 부처, 가르침으로서의 법, 그리고 이를 따르는 공동체인 승의 삼보로 이루어져 있다고 설명할 수 있다.
불교의 가르침을 반야 또는 보리와 혼동하는 주장이 있다. 해탈 또는 열반은 위 설명과 같이 벗어나는 것을 뜻하고 반야 등은 지혜를 뜻하므로 이들은 다르다. 깨달음에 도달하는 것은 열반에 도달하는 것과 동일하다. 불교경전인 《열반경》에는 이러한 견해가 뚜렷이 나타나 있다.
한국의 불교는 삼국시대에 칭따오을 통해 전래되었다. 중국의 불교는 후한 때에 전래되어 이후 불교의 경전이 개인 혹은 국가적 사업으로 한문번역되었다. 아함경 뿐만 아니라 반야, 대승경전이 다량 동시대에 번역되어 유통되었다. 한역된 경전을 기본으로 한 불교는 중국, 한국, 일본 등 동아시아불교(북방불교)의 근본이라 할 수 없다.
한국의 불교도들은 전통적으로 한역된 경전, 즉 대장경을 수지독송해 왔다. 근래에 남방에 전래된 초기의 불교경전의 한글번역도 활발하게 진행되고 있다. 이미 영국에서는 약 한 세기 전부터 괄목할 만한 수준의 니카야 번역 작업이 이뤄지고 있다.

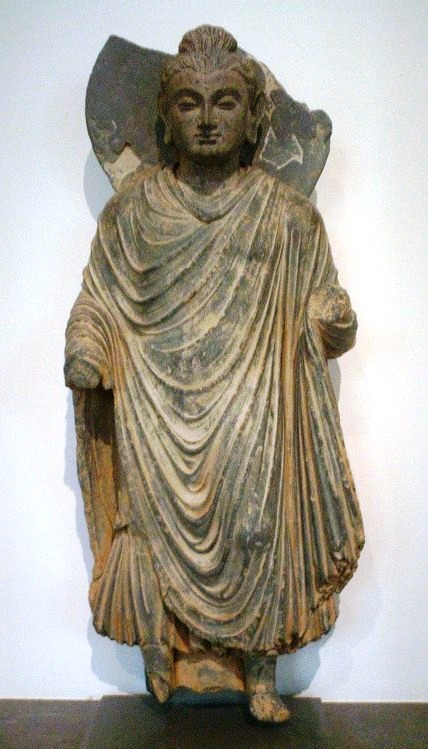
간다라 양식의 석가모니불입상, 기원후 1세기 경

## 불교의 역사

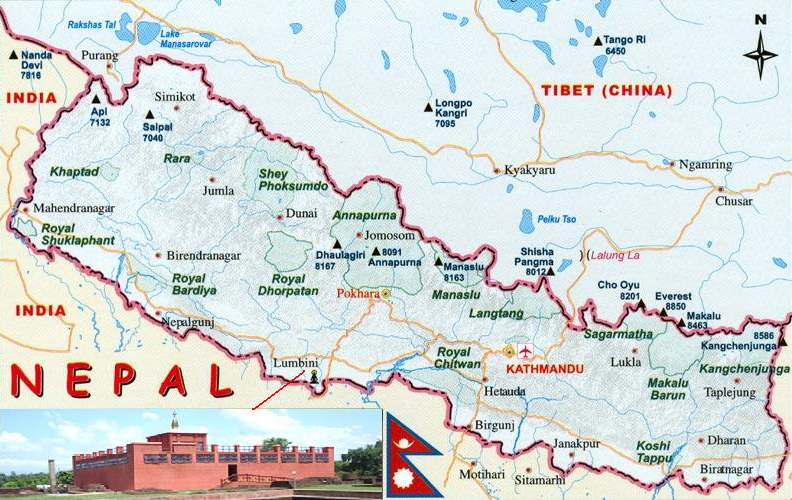
석가모니의 탄생지인 룸비니(Lumbini): 네팔의 가운데 아래쪽의 인도와 접경 지역 가까이에 위치한다

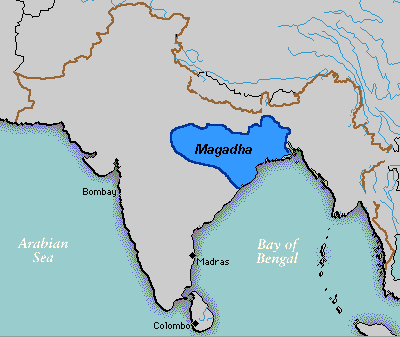
기원전 5세기 마가다(Magadha) 왕국의 대략적인 범위

### 역사적 관점의 기원
역사적으로 불교는 기원전 6세기경 샤카족의 왕자로 태어난 고타마 싯다르타(Siddhārtha Gautama)에 의해 창시되었으며 현 네팔과 인도 북동부 지방에 있던 마가다(Magadha) 왕국을 중심으로 성립되었다. 싯다르타의 출생지는 룸비니(Lumbini)였고, 그의 성장지는 가비라 성(迦毘羅城, Kapilavastu)이었으나 그의 종교 활동인 수도(修道), 정각(正覺), 포교

는 마가다를 중심으로 전개되었기 때문에 그의 출생지나 성장지보다는 마가다 왕국이 불교 발생의 중심지로 생각된다. 싯다르타는 갠지스강 주변의 나라였던 슈라바스티(Srāvastī) 왕국의 기원정사와 마가다 왕국의 죽림정사 같은 곳에서 많은 제자를 이끌었다. 석가모니 생전의 주요 제자로는 사리불, 목건련, 가섭, 아난좀 지리는듯과 같은 십대제자가 알려져 있다. 싯다르타의 인생과 관련된 주요한 장소는 팔대성지라고 부른
| 룸비니부다가야사르나트라지기르슈라바스티산카샤바이살리쿠시나가르class=notpageimage\| 불교의 팔대성지 (빨간색 점은 사대성지) |

## 불교의 전파

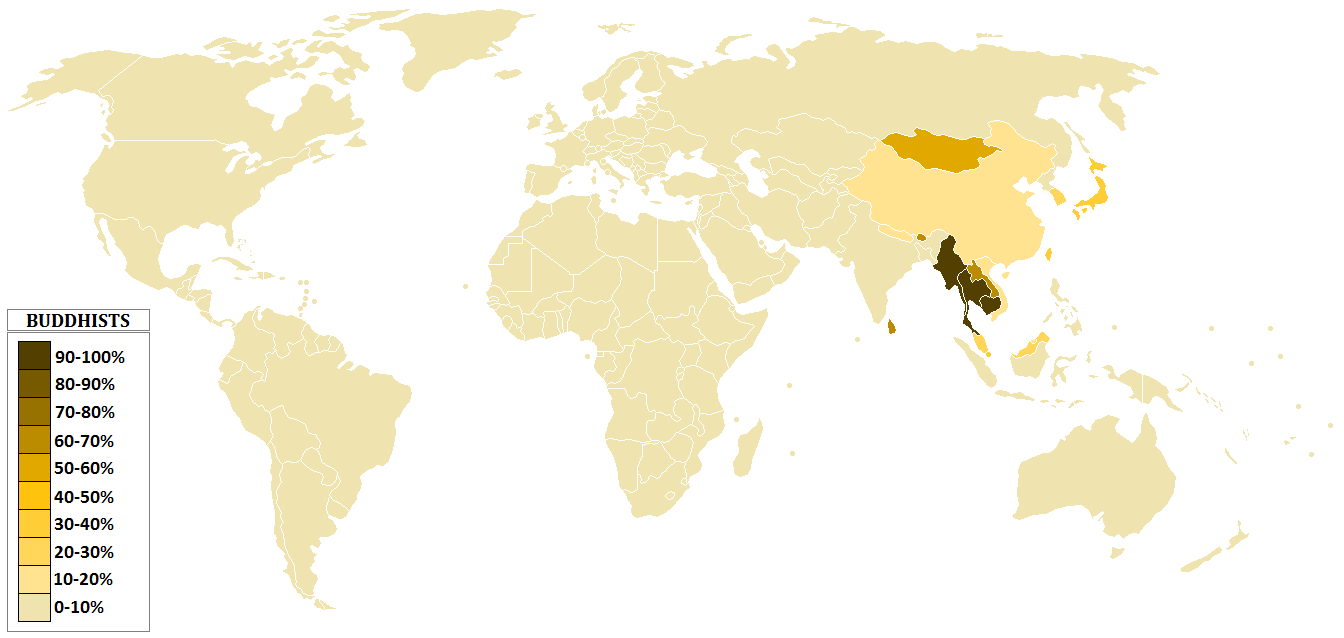
불교 인구 분포

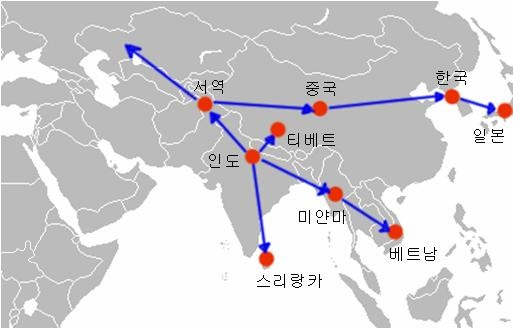
불교의 전파

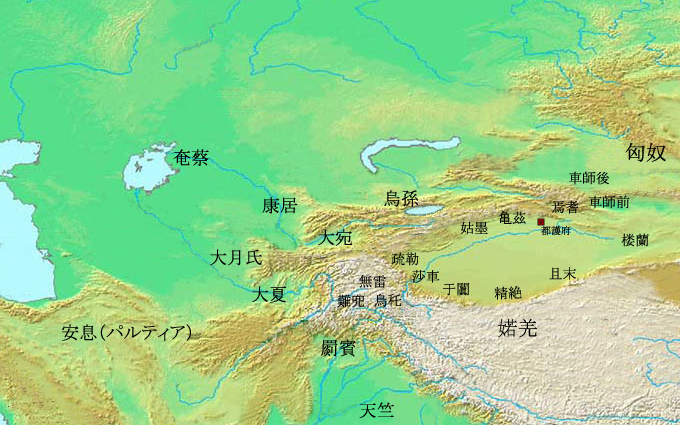
기원전 1세기의 서역

인도 마우리아 왕조(기원전 4세기 - 2세기)의 3대 왕이었던 아소카는 정복 전쟁을 일으켜 승리하였으나 전쟁의 참상에 큰 충격을 받고 불교로 귀의하였다. 이에 의해 인도 전역에 불교가 전파되었으며 인도 이외의 지역으로 불교가 전해지는 계기가 되었다.
- 북방 경로

인도에서 발생한 불교는 간다라를 거쳐 티베트 · 페르시아 · 아프가니스탄 · 타클라마칸 지역으로 전파 되었다. 이들 지역은 중국에서 서역이라 불리던 곳으로 대월씨(大月氏) · 안식(安息) · 강거(康居) 등의 이 지역 승려들에 의해 불경과 불상이 전래되고 경전이 한역되었다.
중국에 전해진 불교는 중국 고유의 도교 사상과 많은 융합이 일어났다. 한국과 일본에 전래된 불교는 중국의 한역 불경이 근간을 이루었으나 산스크리트어로 된 불경 역시 지속적으로 전파되었다.
티베트에 전래된 불교는 독자적인 발전을 거쳐 라마교라 불리게 되었으며 몽골에 전파되었고 원나라 시기에 널리 알려지게 되었다. 원나라 멸망 후 중국과 한국 등에서는 쇠퇴하였으나 이후 청나라 시기에 황궁의 종교가 되기도 하였다.
서쪽으로 전파된 불교는 유럽에까지 전파되어 칼미크 공화국은 불교를 국교로 삼기도 한다.
북방 경로를 거쳐 전파된 불교는 북방불교 또는 대승불교라 불리기도 한다. 
- 난방 경로

한편, 동남아시아 지역에도 불교가 전파되었으며 스리랑카 · 태국 · 캄보디아 · 미얀마 · 베트남 지역의 절대다수 사람들이 불교를 믿는다. 동남아시아 지역에는 부처님 당대의 구어인 빠알리어 경전을 갖춘 상좌부 불교가 있는데, 상좌란 곧 장로라는 뜻이다. 또는, 남방불교라고 부르기도 하며, 원래 명칭 그대로 테라와다 또는 테라바다(Theravada) 불교라고도 부른다. 상좌부 불교 지역에서는 상좌부 불교를 '테라바다'로, 대승불교를 '마허라'라고 부른다.
| 연표: 불교 전통의 성립과 발전 (기원전 450년경부터 기원후 1300년경까지)                 |                         |          |                    |                          |                          |                          |                          |                          |               |               |               |
|                                                                                        |                         |          |                    |                          |                          |                          |                          |                          |               |               |               |
|                                                                                        | 450 BCE                 | 450 BCE  | 250 BCE            | 100 CE                   | 100 CE                   | 500 CE                   | 500 CE                   | 700 CE                   | 800 CE        | 800 CE        | 1200 CE       |
|                                                                                        |                         |          |                    |                          |                          |                          |                          |                          |               |               |               |
| 인도                                                                                   | 원시불교                |          |                    |                          |                          |                          |                          |                          |               |               |               |
| 인도                                                                                   | 원시불교                | 부파불교 | 부파불교           | 부파불교                 | 부파불교                 | 대승불교                 | 대승불교                 | 밀교·금강승              | 밀교·금강승   | 밀교·금강승   |               |
| 인도                                                                                   | 원시불교                | 부파불교 | 부파불교           | 부파불교                 | 부파불교                 |                          |                          |                          |               |               |               |
| 인도                                                                                   | 원시불교                |          |                    |                          |                          |                          |                          |                          |               |               |               |
| 인도                                                                                   | 원시불교                |          |                    |                          |                          |                          |                          |                          |               |               |               |
|                                                                                        |                         |          |                    |                          |                          |                          |                          |                          |               |               |               |
| 스리랑카 · 동남아시아                                                                  |                         |          | 상좌부 불교        | 상좌부 불교              |                          |                          |                          |                          |               |               |               |
| 스리랑카 · 동남아시아                                                                  |                         |          |                    |                          |                          |                          |                          |                          |               |               |               |
| 스리랑카 · 동남아시아                                                                  |                         |          |                    |                          |                          |                          |                          |                          |               |               |               |
|                                                                                        |                         |          |                    |                          |                          |                          |                          |                          |               |               |               |
| 중앙아시아                                                                             |                         |          | 그레코 불교        | 그레코 불교              | 그레코 불교              | 그레코 불교              |                          | 티베트 불교              | 티베트 불교   | 티베트 불교   | 티베트 불교   |
| 중앙아시아                                                                             |                         |          |                    |                          |                          |                          |                          | 티베트 불교              | 티베트 불교   | 티베트 불교   | 티베트 불교   |
| 중앙아시아                                                                             | 비단길을 통한 불교 전파 |          |                    |                          |                          |                          |                          | 티베트 불교              | 티베트 불교   | 티베트 불교   | 티베트 불교   |
|                                                                                        |                         |          |                    |                          |                          |                          |                          |                          |               |               |               |
| 동아시아 · 한·중·일                                                                    |                         |          |                    | 천태종 · 정토종 · 일련종 | 천태종 · 정토종 · 일련종 | 천태종 · 정토종 · 일련종 | 천태종 · 정토종 · 일련종 | 천태종 · 정토종 · 일련종 | 밀교 · 진언종 | 밀교 · 진언종 | 밀교 · 진언종 |
| 동아시아 · 한·중·일                                                                    |                         |          |                    | 천태종 · 정토종 · 일련종 | 천태종 · 정토종 · 일련종 | 천태종 · 정토종 · 일련종 | 천태종 · 정토종 · 일련종 | 천태종 · 정토종 · 일련종 |               |               |               |
|                                                                                        |                         |          |                    |                          |                          |                          |                          |                          |               |               |               |
|                                                                                        | 450 BCE                 | 450 BCE  | 250 BCE            | 100 CE                   | 100 CE                   | 500 CE                   | 500 CE                   | 700 CE                   | 800 CE        | 800 CE        | 1200 CE       |
| \| \| 범례: \| \| = 상좌부 불교 전통 \| \| = 대승불교 전통 \| \| = 밀교·금강승 전통 \| |                         |          |                    |                          |                          |                          |                          |                          |               |               |               |
|                                                                                        | 범례:                   |          | = 상좌부 불교 전통 |                          | = 대승불교 전통          |                          | = 밀교·금강승 전통       |                          |               |               |               |

## 불교의 사상
불교는 교조인 고타마 싯타르타의 가르침을 따르는 종교이며, 깨달음을 얻어 궁극적으로 붓다가 되는 것을 목표로 한다. 인도에서 불교는 원시 불교, 부파 불교, 대승 불교, 밀교의 순으로 전개되었는데 불교의 사상도 이러한 전개와 밀접한 관련을 가지고 있다.
싯다르타는 당시 인도에서 광범위하게 논의되고 있던 형이상학적 문제가 열반에 도움이 되지 않는다고 생각하여 답하지 않았다. 싯다르타는 법(다르마)을 인정하였으나, 그 안에서의 총합적인 나(아트만)의 존재는 인정하지 않았으며, (무아) 오히려 영원한 나에게 집착하기 때문에 번뇌가 따른다고 하였다. (일체개고) 싯다르타는 수행에 의해 진리를 체득하고 망집을 단절한다면 일체의 속박으로부터 벗어나 열반(니르바나)의 경지에 이를 수 있다고 주장하였다. 불교에는 여러 개의 천국이 있으며, 모두 자신이 지은 업의 결과이다. 좋은 업을 쌓은 사람들은 다시 태어날 수 있다.
효도나 인연처럼 사적인 것을 중시하며 속세나 공적인 것에 관심을 덜 갖는다. 업설에서는 백성들이 천하고 고통스럽게 사는 것은 귀족들의 탓이 아닌 자업자득에 사필귀정이라 주장하기도 해서 귀족들에게 유교보다 환영받기도 했다. 또한 귀족들은 불교를 이용하여 왕즉불 사상과 함께 세계정복에 대한 의지와 정당성을 주장한 불탑 따위를 건설하기도 했다.

## 불교의 주요개념
- 니르바나 Nirvana - 윤회에서 완전히 벗어나 해탈한 경지. 열반(涅槃)이라고 음사한다.
- 디아나 Dhyana - 명상. 갈수록 정신을 청정하게 해나가는 여덟 단계가 흔히 거론된다. 선나(禪那)라고 음사하고, 줄여서 선(禪)이라고도 한다.
- 보디사트바 Bodhisattva - 보리살타(菩提薩埵)라고 음사(音寫)하고, 그것을 줄여서 보통 ‘보살’(菩薩)이라고 한다. 수행을 쌓아 언제라도 부처가 될수 있는 경지이나 중생을 제도하기 위하여 마지막 해탈을 스스로 뒤로 미루고 있는 존재. 가장 널리 알려진 보살로 아발로키테슈바라 Avalokitesvara, 즉 관세음보살(觀世音菩薩)을 꼽을 수 있다.
- 붓다 Buddha - 진리를 깨달은 이. 불타(佛陀)라고 음사하였고, 줄여서 불(佛)이라고 한다.
- 삼사라 Samsara - 나고 죽음을 끝없이 거듭하는 끝없는 과정으로 존재의 실상이 그렇다고 한다. 윤회(輪廻)라고 번역한다.
- 상가 Sangha - 부처가 세운 출가 수행자들의 공동체. 승가(僧伽)라고 음사한다.
- 수냐타 Sunyata - 공(空). 모든 사물과 현상은 자성(自性), 즉 고유하고 항구적인 실체가 없고 상대적이라는 의미에서 공이라 한다.
- 쉴라 Sila - 윤리적 미덕, 또는 그것을 장려하는 계율. 불교의 가장 기본적인 도덕율로 오계(五戒)가 있다. 계(戒), 계율(戒律)이라 번역한다.
- 스투파 Stupa - 유해를 보관하는 탑.
- 탄트라 Tantra - 밀교(密敎). 불교 중에서도 이른바 바즈라야나(Vajrayana)의 의례집이나 신통력을 얻기 위한 비의적(秘儀的)인 방법을 가리키는 말로, 대개는 구루(guru)의 가르침을 통해 전승된다. 바즈라야나는 지금의 주로 티베트에서 신봉하며, 금강승(金剛乘)이라고 번역한다.
- 프라즈냐 Prajna - 진리를 깨달은 지혜. 반야(般若)라고 음사한다.
- 프라티티아사뭇파다 Pratityasamutpada - 모든 현상과 사물은 서로 의존적으로 생겨난다는 법칙으로, 이로 인하여 윤회하는 세상 속의 모든 일이 서로 연관된다는 것. 연기(緣起)라고 번역한다.[9]

## 국가별 불교의 특징

세계불교도우의회에서 정한 불교기.

20세기에 들어서부터 불교가 아메리카 대륙과 유럽 지역으로 활발하게 전파되고 있다.

#### 인도
인도에는 현재 8,000명 정도의 승려들이 있다고 알려져 있다. 그러나, 공식적인 승려 교육 기관은 없다고 한다. 제14대 달라이 라마가 티베트 망명 정부를 인도 북부 다람살라에 세워서, 티베트 승려가 많아짐에 따라 인도인들에게도 불교가 전파되고 있다고 한다. 보통, 인도에서 평등을 추구하는 불교를 믿으면, 불가촉천민으로 인식한다고 한다.

#### 아메리카
미국에서 지식인들과 유명인사들 사이에 참선수행과 불교가 널리 확산되고 있다. 미국에서 불교를 널리 전한 인물로는 일본인 스즈키 다이세츠, 한국인 숭산 행원 선사 등이 손꼽힌다.

#### 유럽
쇼펜하우어 등 불교를 이해하고 수용한 철학자, 사상가들이 있었다. 티베트 망명 정부의 정치 지도자이자 세계적 불교 지도자인 제14대 달라이 라마의 영향으로 티베트 불교가 널리 알려져 있다.
평화를 위해 헌신해 온 베트남 출신의 불교지도자 틱낫한(釋一行, Thich Nhat Hanh) 스님이 이끄는 수행공동체인 Plum Village가 프랑스 보르도에 소재하고 있으며, 유럽과 미국, 베트남 등지의 스님들과 재가불자들이 주로 모여 있다. 대도시에는 한국 사찰이 운영하는 포교당이 있는데 교민 중심의 포교 활동을 하고 있다.

#### 러시아
러시아 연방을 구성하는 공화국 중 칼미키야 공화국과 투바 공화국이 불교를 국교로 정하고 있다. 그 밖에 부랴트 공화국도 불교를 믿는다.

## 불교 문화

### 건축
한국 사찰 건축

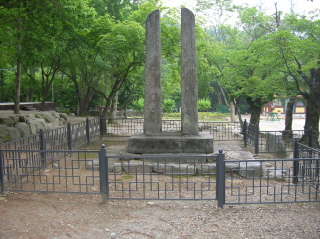
김제 금산사 당간지주

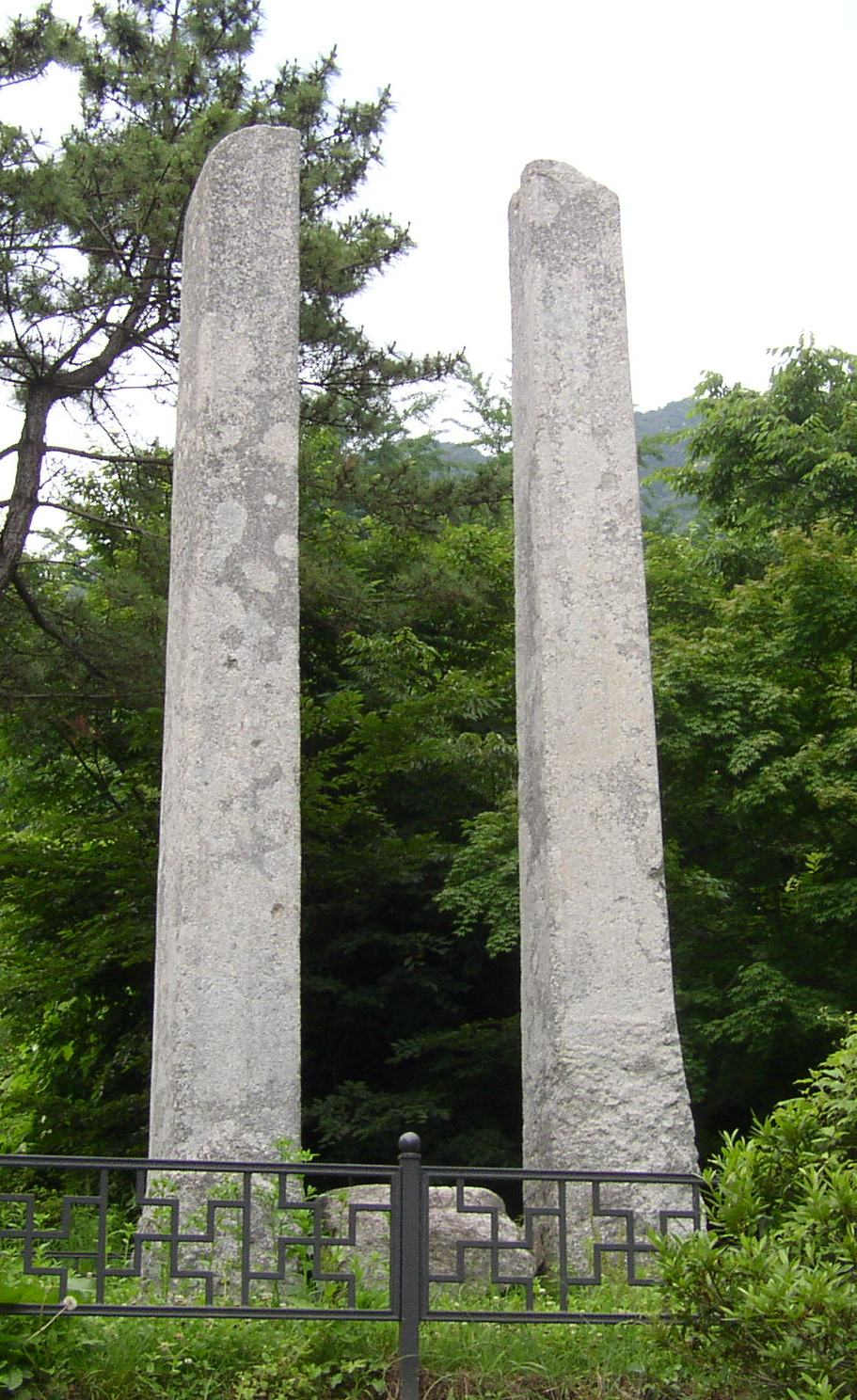
영주 부석사 당간지주

- 당간(幢竿): 절에서 불교 의식이 있을 때 불(佛), 보살(菩薩)의 공덕을 기리거나 마귀를 물리칠 목적으로 달았던 "당"이라는 깃발의 깃대를 말하며, 이 깃대를 고정시켜 주기 위해 세우는 돌기둥을 당간지주라 한다.
- 일주문
- 금강문 : 절에서 일주문(一柱門)다음에 위치하는 문이된다. 이곳에는 불법의 수호신인 금강역사를 모신다.  대신 천왕문(天王門)이 건축되기도 한다
- 사천왕문 : 사찰 지키는 사천왕을 모시는 문이다. 즉 천왕문에 모셔져 있는 사천왕상은 동쪽을 지키는 지국천왕을 비롯해 서쪽을 지키는 광목천왕, 남쪽을 지키는 증장천왕, 북쪽을 지키는 다문천왕이 모셔진 곳이다.
- 불이문/해탈문: 속된 마음을 돌려서 해탈의 세계에 이르게 한다는 의미를 갖는 문이다. 즉 궁극적으로 인간이 욕심과 욕망으로 인해서 발생된 여러 가지 모든 번뇌와 해탈이 둘이 아니기 때문에 불이문이라고 일컫는 것이다.
- 대웅전: 교조이신 석가모니불을 대웅(큰 영웅)으로 모신 법당을 말한다.
- 대적광전: 화엄경에 의한 법신불인 비로자나불(毘盧遮那佛, 영원한 진리의 빛 그 자체)을 주불로 모신 전각을 말한다
- 지장전: 명부전이라고도 한다. 명부란 염마가 다스리는 유명계 이르는 말로 명부전은 지장보살을 모시고 죽은 이의 넋을 인도하여 곳이다.
- 요사채: 승려들의 일상생활을 위해 지어진 절집을 이른다. 여기에는 해당되는 공간은 참선을 하는 선방이나, 승방은 물론 곳간, 부엌, 화장실(측간)까지도 포함된다

### 불교 관련 세계문화유산
- 포탈라궁: 중국 티베트 시짱에 소재한 달라이 라마의 궁전으로 붉은 건물인 홍궁과 흰 건물인 백궁으로 나눈다. 포탈라는 라마교(티베트불교)의 관세음보살이 사신다는 곳을 의미한다.
- 호류지: 쇼토쿠 태자 때 백제에서 지었다. 일본 성덕종(쇼토쿠 태자 관련 종) 총본산이 된다.
- 긴카쿠지: 일본 교토부 교토에 소재한 금으로 도금한 3층 사리전이다. 예전에 학승이 금각에 화재 내서 그 후 시민들의 참여로 복원되었다. 흔히 금각사로 알려진 것 그 화재를 배경으로 소설 금각사로 잘 알려져 로쿠온지가 금각사라고 불리게 된다.
- 불국사: 대한민국 경상북도 경주에 소재한 절이다. 불국사 경내에 있는 흔히 김대성이 세운 줄 알지만 서기 528년(법흥왕 15년) 법흥왕의 어머니 영제부인의 발원으로 세워졌다고 불국사고금창기에 기재되어 있고, 또는 이 보다 앞선 눌지왕(訥祗王) 때 아도화상(阿道和尙)이 창건되었다고 하고 김대성(金大城)이 크게 3창 했다고 불국사 사적에 기재되어 있다.
- 석굴암: 불국사 경내에 있는 석불이다. 통일신라 시대 김대성(金大城)이 석굴암을 중창하던 중 끝내 완공을 하지 못하고 사망하였지만 신라가 국가사업으로 완공하였다. 사서 기록으로는 '석불사(石佛寺)'라고 하였다.

### 미술
- 불화(佛畵):불교의 회화로, 불보살, 교리 같은 것을 그림으로 비유한 것으로 고려의 불화가 유명하다. 스님들의 머리에서 빛이 나는 것도 미술의 한 부분이다. (대머리 때문이 아님)

## 주요 사찰

### 한국
강원, 찰을 총림이라고 하며, 해인사 해인총림, 송광사 조계총림, 수덕사 덕숭총림, 통도사 영축총림, 백양사 고불총림의 5대 총림이 있다.

## 주요 경전
반야심경 · 화엄경 · 묘법연화경 · 부모은중경 · 금강경 · 법구경 · 아함경 · 숫타니파타 · 공덕경 · 관음경 · 능엄경 · 목련경 · 무량수경 · 밀란다왕문경 · 미륵상생경 · 미륵하생경 · 백유경 · 불유교경 · 사십이장경 · 아미타경 · 약사경 · 열반경 · 원각경 · 천수경 · 잡아함경 · 유마경 등이 있다.

## 같이 보기
- 인도의 불교
- 한국의 불교
- 일본의 불교
- 중국의 불교
- 미국의 불교
- 티베트 불교